# King (Ontario)
King ist eine Gemeinde in der Region York nördlich von Toronto, Kanada mit 24.512 Einwohnern (2016).

## Klima
Die King liegt auf 285 m über dem Meeresspiegel, das Klima kalt gemäßigt, die Niederschläge sind ergiebig.

## Geografie
Die Grenzen der Gemeinde sind
- Osten: Bathurst Street
- Süden: Linie nördlich der King-Vaughan Road
- Westen: die Caledon / King Townline, zwei Straßen (Caledon / King Townline North und Caledon / King Townline South)
- Norden: Der Highway 9 von der Caledon / King Townline bis etwas östlich des Highway 27

Der Großteil von King befindet sich in der Hügelkette der Oak Ridges-Moräne, die den Ursprung für das Quellgebiet vieler Flüsse in ihrer gesamten Ausdehnung darstellt, einschließlich des Humber River in King. In der Gemeinde befinden sich zahlreiche miteinander verbundene provinziell und regional bedeutende Gebiete.